# Дони (бразильский футболист)
Дониэбер Алешандер Марангон (порт. Doniéber Alexander Marangon; 22 октября 1979, Жундиаи, Сан-Паулу) — бразильский футболист, вратарь.

## Карьера

### Клубная
Дони начал свою карьеру в 1999 году в клубе «Ботафого (Рибейран-Прету)». Затем выступал за «Коринтианс», где сыграл 59 матчей за два года. В 2004 году перешёл в «Сантос», где не смог пробиться в состав, потом перебрался в «Крузейро», где также пробыл недолго.
В 2005 году пришёл в «Жувентуде», где сразу стал основным вратарём. Показывая хороший уровень игры, попал в поле зрения итальянской «Ромы», которая приобрела его 31 августа того же года — в последний день летнего трансферного окна.
Поначалу в первом своём сезоне за римлян Дони проигрывал борьбу за место в воротах игроку итальянской молодёжной сборной Джанлуке Курчи, но вскоре вытеснил его из состава. В сезоне 2007/08 хорошо проявил себя, став одним из лучших вратарей Серии A.
15 июля 2011 года подписал контракт с английским «Ливерпулем». 12 августа 2013 года объявил о завершении карьеры по причине проблем со здоровьем.

### Международная
Дебютировал за сборную Бразилии 5 июня 2007 года в товарищеском матче против Турции.
Был основным вратарём сборной на Кубке Америки-2007 (вытеснил из состава Элтона), провёл все шесть матчей, три из них отстоял на ноль, а также отбил два пенальти в послематчевой серии против Уругвая в полуфинале. В финале против Аргентины бразильцы победили 3:0, и Дони можно назвать одним из полезнейших игроков того турнира.

### Матчи и пропущенные голы за сборную Бразилии
| №  | Дата            | Место                     | Оппонент  | Счёт           | Пропущенные голы | Соревнование      |
| 1  | 5 июня 2007     | Дортмунд, Германия        | Турция    | 0:0            | —                | Товарищеский матч |
| 2  | 27 июня 2007    | Пуэрто-Ордас, Венесуэла   | Мексика   | 0:2            | 2                | КА 2007           |
| 3  | 1 июля 2007     | Матурин, Венесуэла        | Чили      | 3:0            | —                | КА 2007           |
| 4  | 4 июля 2007     | Пуэрто-ла-Крус, Венесуэла | Эквадор   | 1:0            | —                | КА 2007           |
| 5  | 7 июля 2007     | Пуэрто-ла-Крус, Венесуэла | Чили      | 6:1            | 1                | КА 2007           |
| 6  | 10 июля 2007    | Маракайбо, Венесуэла      | Уругвай   | 2:2 (пен. 5:3) | 2                | КА 2007           |
| 7  | 15 июля 2007    | Маракайбо, Венесуэла      | Аргентина | 3:0            | —                | КА 2007           |
| 8  | 22 августа 2007 | Монпелье, Франция         | Алжир     | 2:0            | —                | Товарищеский матч |
| 9  | 9 сентября 2007 | Чикаго, США               | США       | 4:1            | 1                | Товарищеский матч |
| 10 | 6 июня 2008     | Бостон, США               | Венесуэла | 0:2            | 2                | Товарищеский матч |

Итого: 10 матчей / 8 голов пропущено; 6 побед, 2 ничьих, 2 поражение.

## Достижения
«Коринтианс»
- Обладатель Кубка Бразилии: 2002
- Победитель Турнир Рио-Сан-Паулу: 2002
- Чемпион штата Сан-Паулу: 2003

«Рома»
- Обладатель Кубка Италии: 2007, 2008
- Обладатель Суперкубка Италии: 2007

«Ливерпуль»
- Обладатель Кубка Футбольной лиги: 2012

Сборная Бразилии
- Победитель Кубка Америки: 2007